# Giuseppe Agostini (Dirigent)
Giuseppe Agostini (* 20. Mai 1890 in Fano (Marken), Italien; † 9. Dezember 1971 in Montreal) war ein kanadischer Dirigent und Komponist italienischer Herkunft.

## Leben
Agostini studierte von 1901 bis 1909 am Konservatorium von Pesaro Oboe, Harmonielehre und Komposition. Er leitete Bands in Fano und Cartoceto, bevor er 1915 mit seiner Familie nach Montreal ging. Dort wurde er Erster Klarinettist der Band von Peter Van der Meerschen und leitete eigene Bands in Montreal, in Beauharnois, Trois-Rivières und Valleyfield. Von 1925 bis 1933 war er Musikdirektor zunächst des Palace Theatre, dann des Capitol Theatre.
Beim Sender CRBC war er von 1933 bis 1936 als Arrangeur und Dirigent u. a. für die Sendung One Hour with You verantwortlich. In gleicher Funktion arbeitete er von 1936 bis 1971 bei der CBC für  Sendungen wie Appointment with Agostini und Nos Futures Étoiles. 1937 trat er als Gastdirigent mit dem Montreal Symphony Orchestra auf.
Als Komponist trat Agostini mit Werken wie einem Ave Maria für Stimme und Klavier, Eternamente für vier Violinen und Orgel, Griserie und Reviens für Gesang, The Three Trumpets für Band, Marcia funebre für Orgel und weiteren Stücken für Band und für Orchester hervor. Sein Sohn Lucio Agostini wurde gleich ihm als Dirigent und Komponist bekannt, seine Tochter Gloria Agostini als Harfenistin.

## Quelle
- Giuseppe Agostini. In:  Encyclopedia of Music in Canada. herausgegeben von The Canadian Encyclopedia (englisch, französisch).

| Personendaten    | Personendaten                      |
| ---------------- | ---------------------------------- |
| NAME             | Agostini, Giuseppe                 |
| KURZBESCHREIBUNG | kanadischer Dirigent und Komponist |
| GEBURTSDATUM     | 20. Mai 1890                       |
| GEBURTSORT       | Fano (Marken)                      |
| STERBEDATUM      | 9. Dezember 1971                   |
| STERBEORT        | Montreal                           |